# Sphaerodactylus nycteropus
Espèce
Sphaerodactylus nycteropus est une espèce de geckos de la famille des Sphaerodactylidae.

## Répartition
Cette espèce est endémique d'Haïti.

## Publication originale
- Thomas & Schwartz, 1977 : Three new species of Sphaerodactylus (Sauria: Gekkonidae) from Hispaniola. Annals of Carnegie Museum, vol. 46, p. 33-43.